# Енді Сінтон
Енді Сінтон (англ. Andy Sinton, нар. 19 березня 1966, Кремлінгтон) — англійський футболіст, півзахисник.

## Клубна кар'єра
Вихованець футбольної школи клубу «Кембридж Юнайтед». Дорослу футбольну кар'єру розпочав 1983 року в основній команді того ж клубу, в якій провів два сезони, взявши участь у 93 матчах чемпіонату.
Своєю грою за цю команду привернув увагу представників тренерського штабу клубу «Брентфорд», до складу якого приєднався 1985 року. Відіграв за клуб з Лондона наступні чотири сезони своєї ігрової кар'єри. Більшість часу, проведеного у складі «Брентфорда», був основним гравцем команди.
1989 року уклав контракт з клубом «Квінс Парк Рейнджерс», у складі якого провів наступні чотири роки своєї кар'єри гравця. Граючи у складі «Квінс Парк Рейнджерс» також здебільшого виходив на поле в основному складі команди.
Згодом з 1993 по 2002 рік грав у складі команд клубів «Шеффілд Венсдей», «Тоттенхем Хотспур» та «Вулвергемптон Вондерерз».
Завершив професійну ігрову кар'єру у нижчоліговому клубі «Бертон Альбіон», за команду якого виступав протягом 2002—2004 років.

## Виступи за збірну
1991 року дебютував в офіційних матчах у складі національної збірної Англії. Протягом кар'єри у національній команді, яка тривала усього 3 роки, провів у формі головної команди країни 12 матчів.
У складі збірної був учасником чемпіонату Європи 1992 року у Швеції.

## Титули і досягнення
- Володар Кубка Футбольної ліги (1):

«Тоттенгем Готспур»: 1998-99